# Eupithecia moecha
Eupithecia moecha là một loài bướm đêm trong họ Geometridae.